# Kostel Všech svatých (Mohelno)
Kostel Všech svatých je římskokatolický chrám v městysu Mohelno v okrese Třebíč. Je chráněn jako kulturní památka České republiky. Je farním kostelem Římskokatolické farnosti Mohelno.

## Historie
První zmínky o kostele jsou z roku 1234. Jádro současné stavby, asi ovlivněné kamenickou hutí pracující na klášteře v Oslavanech, pochází z poloviny 13. století. Z té doby se zachovalo pětiboce uzavřené kněžiště s jedním polem křížové žebrové klenby a paprsčitým závěrem a obvodové zdi lodi a staré sakristie, která přiléhá k severní zdi presbytáře. Ve druhé polovině 14. století nechal Albrecht z Cimburka, tehdejší držitel vsi, k severní zdi lodi postavit Senoradskou kapli. V dalších stoletích kostel několikrát vyhořel a byl opraven. Na přelomu druhé a třetí třetiny 17. století byla loď zaklenuta valeně s výsečemi a také obdržela hudební kruchtu. V roce 1803 byla zřízena před hlavním, jižním vstupem do kostela předsíň; roku 1836 vznikla nová sakristie (u jižní zdi kněžiště) a schodiště na kruchtu (u západní zdi Senoradské kaple).
Kolem kostela se nacházel hřbitov, jehož plocha je stále ohraničena zdí. V její jižní části se nachází samostatná hranolová zvonice (z 15. nebo 16. století) s průchodem v přízemí. Je třípatrová, přičemž až do požáru v roce 1835 měla dřevěný ochoz a pravděpodobně také dřevěné zvonicové patro. Poblíž chrámu se nachází barokní fara z roku 1775.